# 馬弗拉克
馬弗拉克(阿拉伯语：‎是約旦的城市，位於該國西北部，是馬弗拉克省的首府，距離首都安曼80公里，毗鄰與敘利亞接壤的邊境，海拔高度695米，2000年人口58,954。

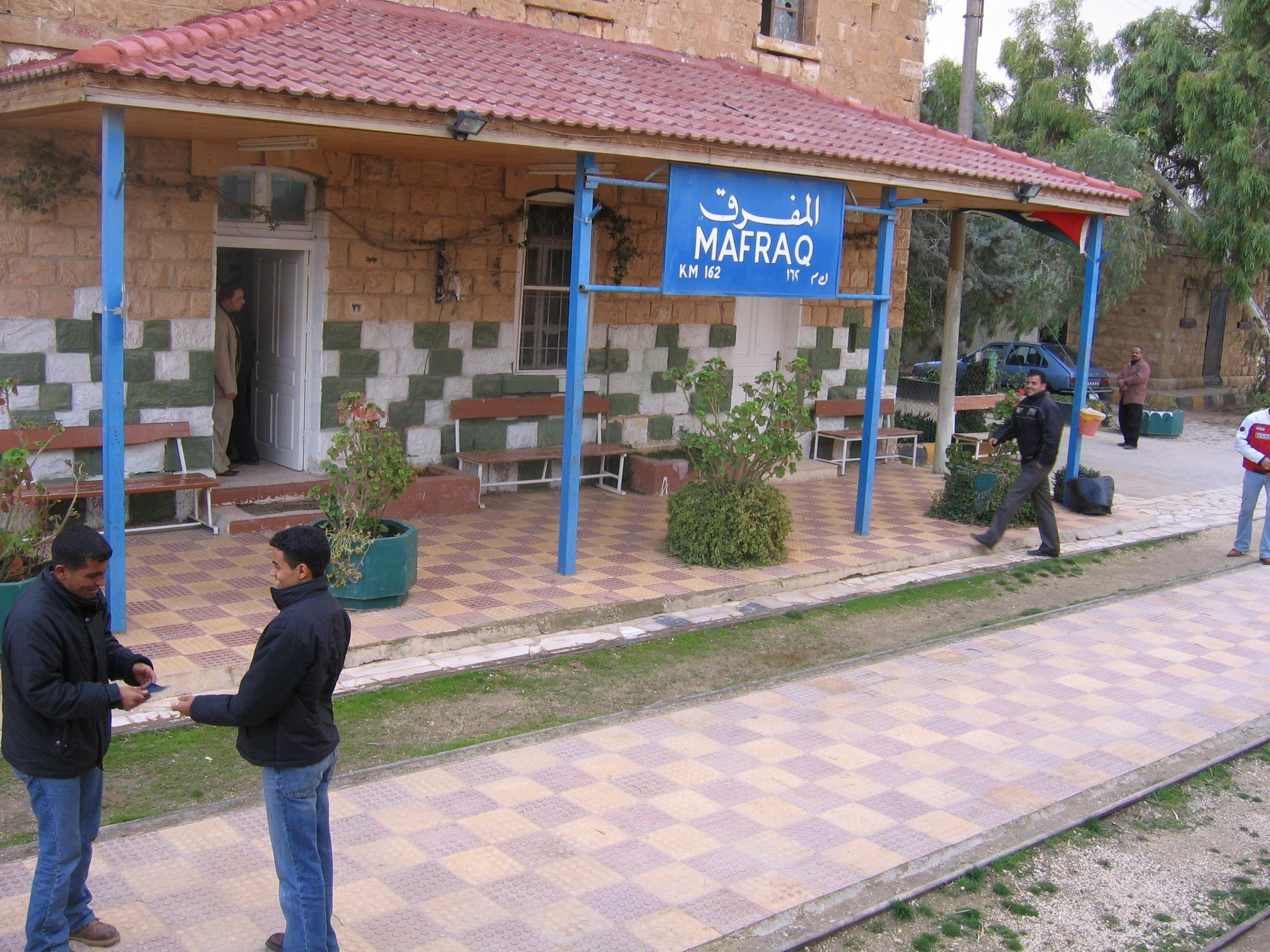

## 外部連結
- Official website （页面存档备份，存于）

32°21′N 36°12′E / 32.350°N 36.200°E
1. ↑  Official city website (Arabic) 的存檔，存档日期2010-02-04.